# Modulidae
Famille
Synonymes
- Aplodontidae Kuroda, 1933

Les Modulidae (ou potamides) forment une famille de mollusques gastéropodes. 

## Liste des espèces
Selon World Register of Marine Species (23 février 2018) :
- genre Conomodulus Landau, Vermeij & Reich, 2014
- genre Incisilabium Cossmann, 1918 †
- genre Indomodulus Landau, Vermeij & Reich, 2014
- genre Laevimodulus Landau, Vermeij & Reich, 2014 †
- genre Modulus Gray, 1842
- genre Psammodulus Collins, 1934 †
- genre Trochomodulus Landau, Vermeij & Reich, 2014

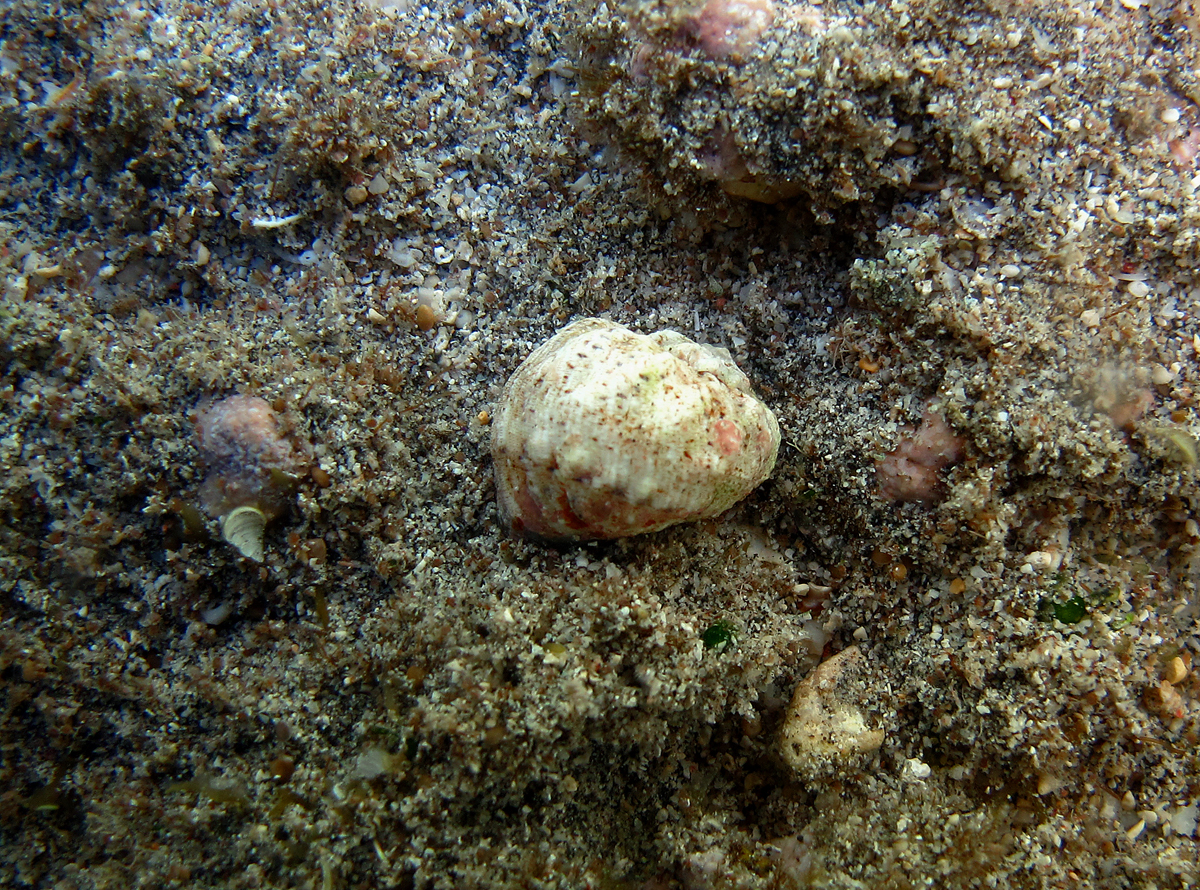
Modulus tectum.
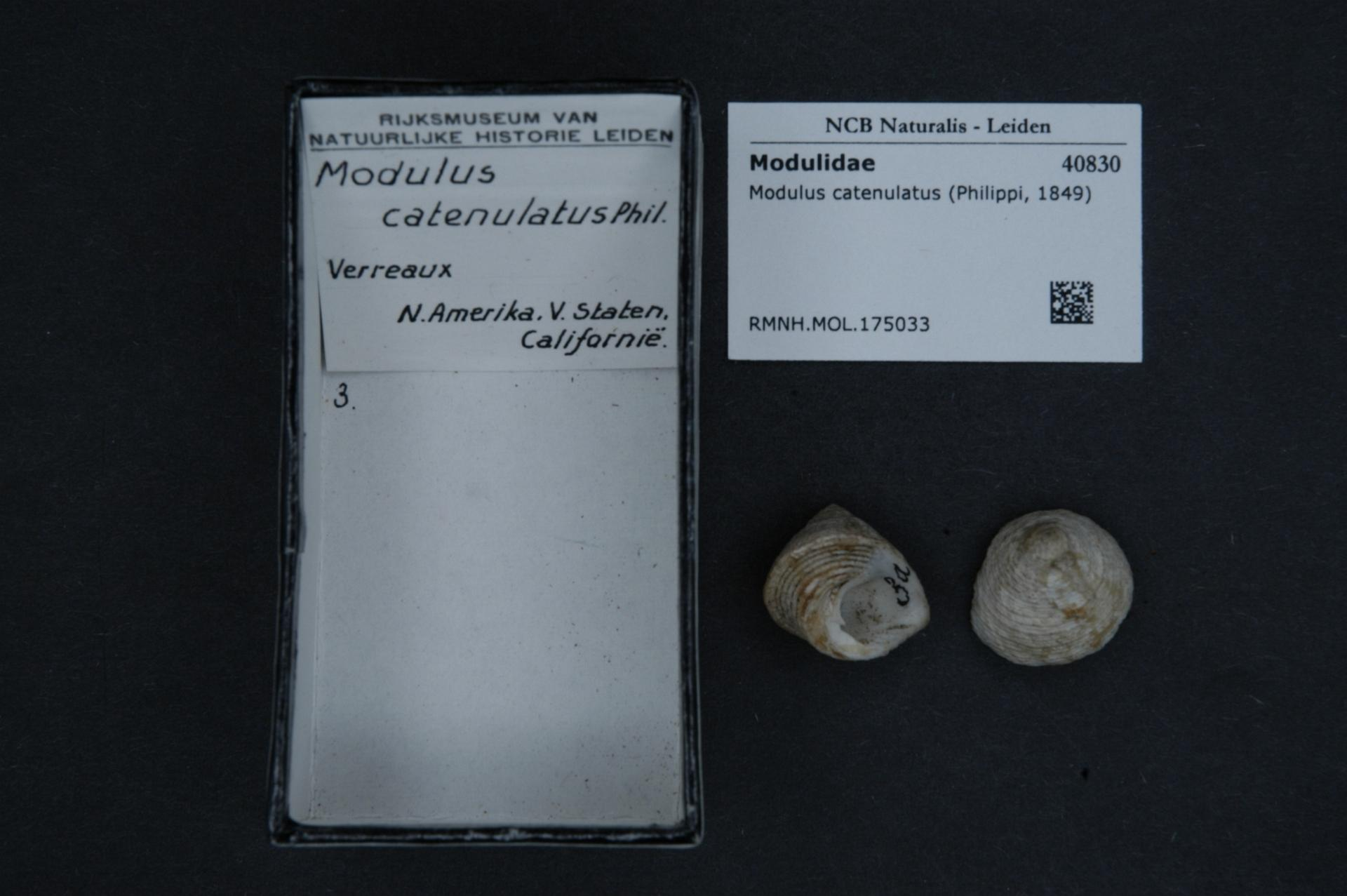
Trochomodulus catenulatus.